# Kyselina polymléčná
Kyselina polymléčná, také nazývaná polylaktid (PLA), je termoplastický polyester odvozený od kyseliny mléčné. Získat jej lze také z laktidu, a to polymerizací s otevíráním kruhu.
Kyselina polymléčná může být snadno vyráběna z obnovitelných zdrojů. V roce 2021 se jednalo o nejpoužívanější bioplast (celosvětově cca 400 kilotun). K výrobě se spotřebuje na 1 tunu:
- na bázi cukru – 11,3 t cukrové třtiny nebo 9,2 t cukrové řepy
- na bázi škrobu – 9,3 t brambor nebo 3,5 t pšenice  nebo 2,4 t kukuřice.[2] Širšímu využívání brání její vlastnosti i obtížnější zpracovávání.[3]

Kyselina polymléčná je nejčastěji využívaným plastem v 3D tisku; vhodným materiálem je díky nízké teplotě tání, vysoké mechanické odolnosti, malé tepelné roztažnosti, dobré přilnavosti vrstev a odolnosti vůči vysokým teplotám po provedení žíhání. Bez žíhání je její odolnost vůči teplotám nejnižší ze všech plastů používaných pro 3D tisk.

## Výroba
Monomer se obvykle získává z fermentovaných škrobů, například kukuřičného.
Existuje několik možností výroby polylaktidu s vysokou molekulovou hmotností. Jako monomer lze použít kyselinu mléčnou nebo její cyklický diester, laktid. Nejrozšířenějším způsobem výroby je polymerizace laktidu s otevíráním kruhu, katalyzovaná sloučeninami kovů, jako je 2-ethylhexanoát cínatý, v roztocích nebo suspenzích. Při těchto reakcích zpravidla dochází k racemizaci produktu, což snižuje jeho stereoselektivitu oproti monomeru.
Použít se dá i přímá kondenzace kyseliny mléčné; tu je třeba provádět za teploty pod 200 °C, při jejím překročení by vznikal entropicky výhodnější laktidový monomer. Při každé kondenzaci (zde jde o esterifikaci) se vytvoří molekula vody. Kondenzace je vratná a k dosažení vysokého výtěžků vysokohmotnostního produktu je tak třeba vodu průběžně odstraňovat; to se provádí snížením tlaku nebo azeotropní destilací, čímž je možné dosáhnout molekulových hmotností okolo 130 kDa. Opatrnou krystalizací z taveniny lze dosáhnout i vyšších molekulových hmotností; koncové karboxylové a alkoholové skupiny se soustředí v amorfní části pevného polymeru a mohou se tak účastnit reakce, což dovoluje vytvořit polymer s molekulovou hmotností 128–152 kDa.
Dalším možným způsobem je spojení kyseliny mléčné se zeolitem. Příslušná kondenzační reakce je jednokroková a probíhá za teplot o 100 °C nižších.

## Stereoizomery
Protože je kyselina mléčná chirální, tak existuje několik forem polylaktidu, například poly-L-laktid (PLLA), vznikající polymerizací L,L-laktidu (také nazývaného L-laktid).
Byla také vyvinuta průmyslová výroba D enantiomeru.
Polymerizací racemické směsi L- a D-laktidu obvykle vzniká poly-DL-laktid (PDLLA), který je amorfní. Použitím stereospecifických katalyzátorů lze vytvoři heterotaktický polylaktid, který je krystalický. Míra krystaličnosti, a tím i řada důležitých vlastností, ve velké míře závisí na poměru D vůči L enantiomeru v použité surovině, v menší míře také na použitém katalyzátoru.
Mimo kyselinu mléčnou a laktid byl (v laboratořích) jako výchozí látka použit také O-karboxyanhydrid kyseliny mléčné, což je sloučenina obsahující pětičlenný cyklus. Vyznačuje se vyšší reaktivitou než laktid, protože při jeho polymerizaci dochází k oddělení jednoho ekvivalentu oxidu uhličitého na každý ekvivalent kyseliny mléčné a nevytváří se voda.
Byla rovněž popsána přímá výroba kyseliny polymléčné pomocí poly(hydroxyalkanoátů).

## Fyzikální vlastnosti
Polymery založené na polylaktidu mohou být amorfní, polokrystalické i plně krystalické prášky, s  teplotou skelného přechodu 60–65 °C, tající při 130–180 °C a modulem pružnosti v tahu 2,7–16 GPa. Běžná PLA je trvale použitelná jen při teplotě do 52 °C, některé polylaktidy odolávají teplotě až 110 °C.
Základní mechanické vlastnosti polylaktidů jsou přechodem mezi vlastnostmi polystyrenu a polyethylentereftalátu. Teploty tání PLLA lze spojením s PDLA (poly-D-laktidem). PDLA a PLLA vytváří stereochemicky pravidelný komplex se zvýšenou krystaličností. Nejvyšší tepelné stability se dosahuje při poměru složek 1:1, bale i při použití 3–10 % PDLA se objevuje výrazné vylepšení. PDLA slouží jako nukleační činidlo, čímž urychluje krystalizaci. PDLA je amorfní a PLLA krystalický, plně amorfních produktů se dosahuje při podílu PDLA nad 20 %.
Mechanické vlastnosti polylaktidů lze zlepšit několika postupy, například žíháním, přidáním nukleačních činidel, tvorbou kompozitů s vlákny nebo nanočásticemi, prodloužení řetězce a tvorbou překřížených struktur. Kyselinu polymléčnou lze, podobně jako většinu termoplastů, zpracovat do podoby vláken nebo tenkých vrstev. Polylaktidy mají podobné mechanické vlastnosti jako polyethylentereftalát, ale nižší maximální teplotu, při které je lze použít.
Racemický polylaktid a čistý PLLA mají nízké teploty skelného přechodu, což vede k nízké odolnosti a nízkým teplotám tání, tedy k nežádoucím vlastnostem. U stereokomplexů PDLA a PLLA nastává skelný přechod za vyšších teplot, tyto materiály jsou tak mechanicky odolnější.
Díky vysoké povrchové energii jsou polymery kyseliny mléčné snadno tisknutelné, a tak často využívané v 3D tisku.

### Rozpouštědla
Kyselina polymléčná je rozpustná v mnoha organických rozpouštědlech; nejčastěji se používá ethylacetát, který je bezpečný a snadno dostupný.
K dalším bezpečným rozpouštědlům patří propylenkarbonát, bezpečnější než ethylacetát, ale hůře dostupný. Lze použít i pyridin. Kyselina polymléčná se rozpouští i v horkém benzenu, tetrahydrofuranu a dioxanu.

## Zpracování
Polylaktid lze zpracovat odléváním, vstřikováním, extruzí a obráběním, na 3D tisk se zpracovalo v roce 2022 (řádově) 17 kilotun PLA filamentů (Ø cena 10-40 USD/kg). 

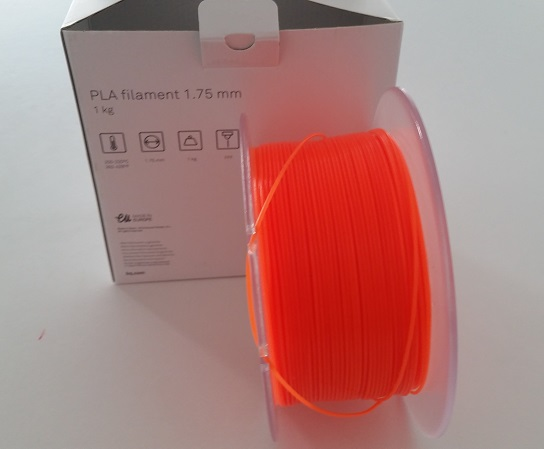
PLA vlákno pro 3D tisk

Teplota varu ethylacetátu je dostatečně nízká na to, aby kyselina polymléčná vytvářela hladké povrchy, podobně jako při použití acetonu na tvorbu hladkých vrstev akrylonitrilbutadienstyrenu.
PLA lze spojovat v dichlormethanu.
Povrch PLA může změkčovat také aceton, který mu dodá lepivost, aniž by jej rozpouštěl, a tím umožní spojení s dalším kusem PLA.

## Použití

### Spotřební zboží
PLA se používá jako materiál na jednorázové nádobí, příbory, vybavení kuchyní, elektroniku a mikrovlnné trouby. Využit může být také na kompostovací nádoby a obaly potravin. Vlákna PLA mají využití v rybářství jako materiál na vlasce a sítě; jako netkané textilie nacházejí uplatnění v  čalouněních, jednorázových oděvech, plátěných přístřešcích a jako materiál na plenky.
Polylaktid je složkou průmyslových plastů, kde bývá spojován do podoby stereokomplexů, například s akrylonitrilbutadienstyrenem, za vzniku gumovitých polymerů. Tyto materiály se vyznačují průhledností a tvarovou stálostí, což je činí vhodné na výrobu obalů.

### V zemědělství
Vlákna PLA se používají na rybářské vlasce a na sítě chránicí před vegetací a travou. Vyrábějí se z něj pytle na písek, květináče a lana .

### V lékařství
PLA se může rozkládat na neškodnou kyselinu mléčnou, díky čemuž je využitelný v lékařství.
Různé polymery založené na kyselině mléčné se mohou rozkládat 6 měsíců až 2 roky. Tento postupný rozklad je výhodný pro podpůrnou strukturu, která při hojení pozvolna přesunuje zátěž na tělo (například na kost).
Díky své biokompatibilitě a biologické rozložitelnosti se kyselina polymléčná může stát polymerním nosičem léčiv. Kompozit složený z poly(L-laktidu a D,L-laktidu (PLDLLA) s fosforečnanem vápenatým se používá při modelování kostí.
Kyselina poly-L-mléčná se používá na stimulování syntézy kolagenu ve fibroblastech s využitím reakce těla na cizorodé látky za přítomnosti makrofágů. Makrofágy podporují vyměšování cytokinů a mediátorů, jakým je například TGF-β, které podporují tvorbu kolagenu ve fibroblastech a jeho vyměšování do okolních tkání. Tento polymer tak má možné využití v dermatologických studiích.
PLLA se zkoumá na zvířecích modelech jako struktura, která může piezoelektricky vytvářet malý elektrický proud, který stimuluje růst chrupavky.

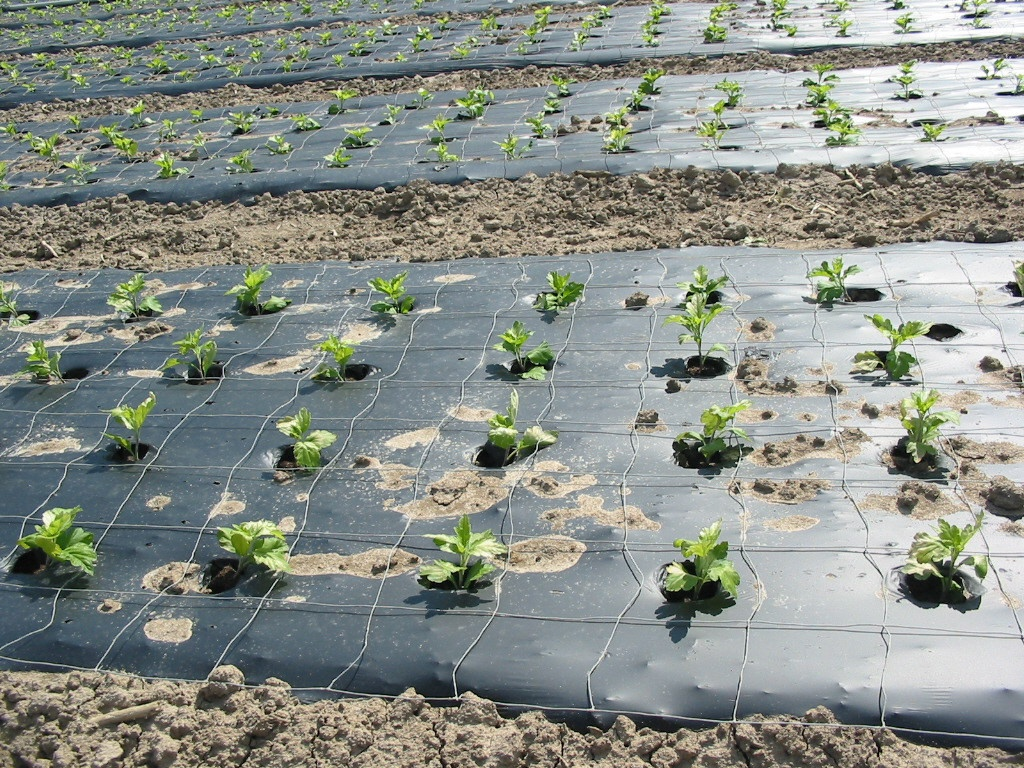
Mulčovací fólie z polylaktidového materiálu nazývaného „bioflex“
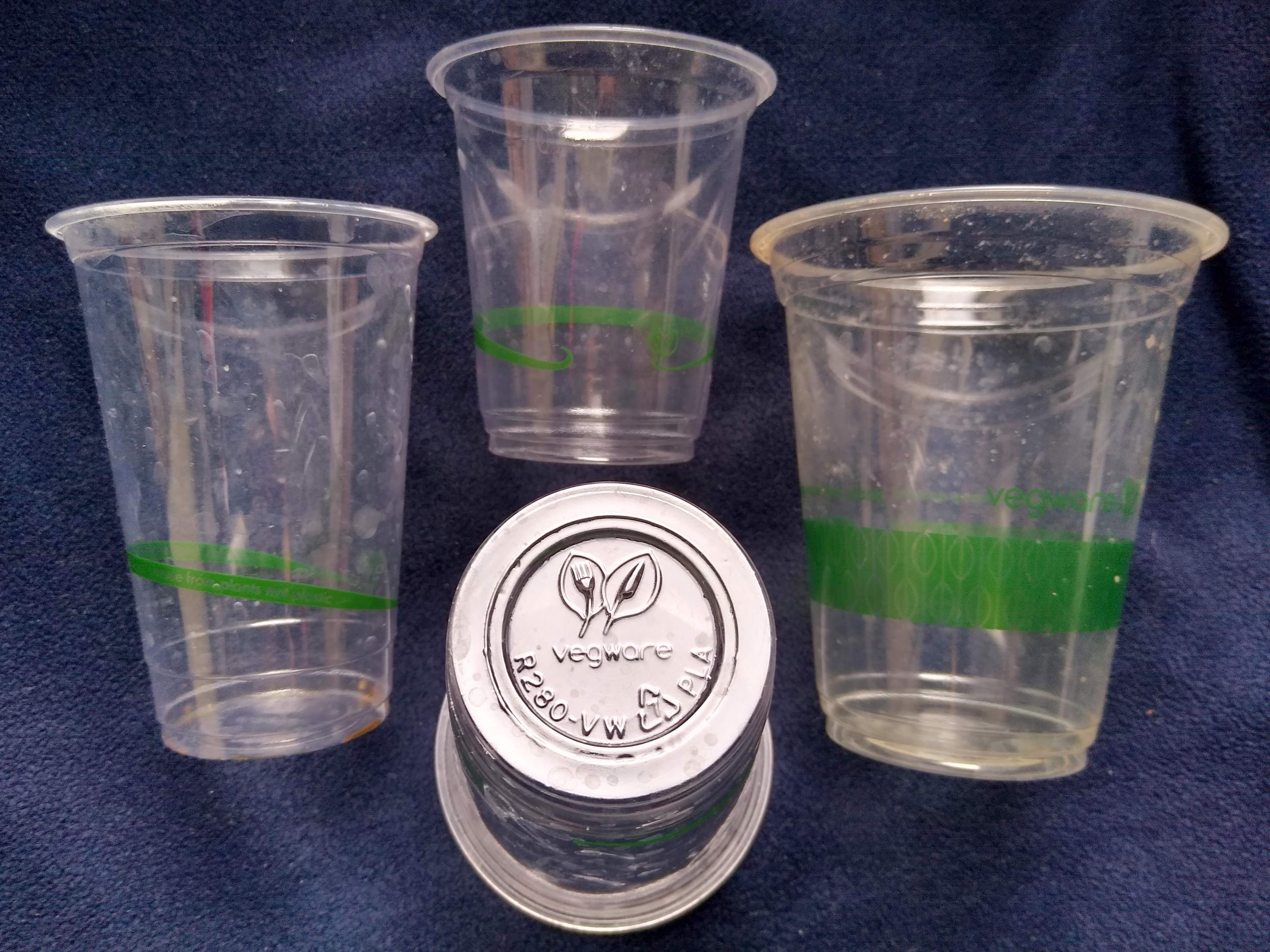
Biologicky rozložitelné kelímky z PLA
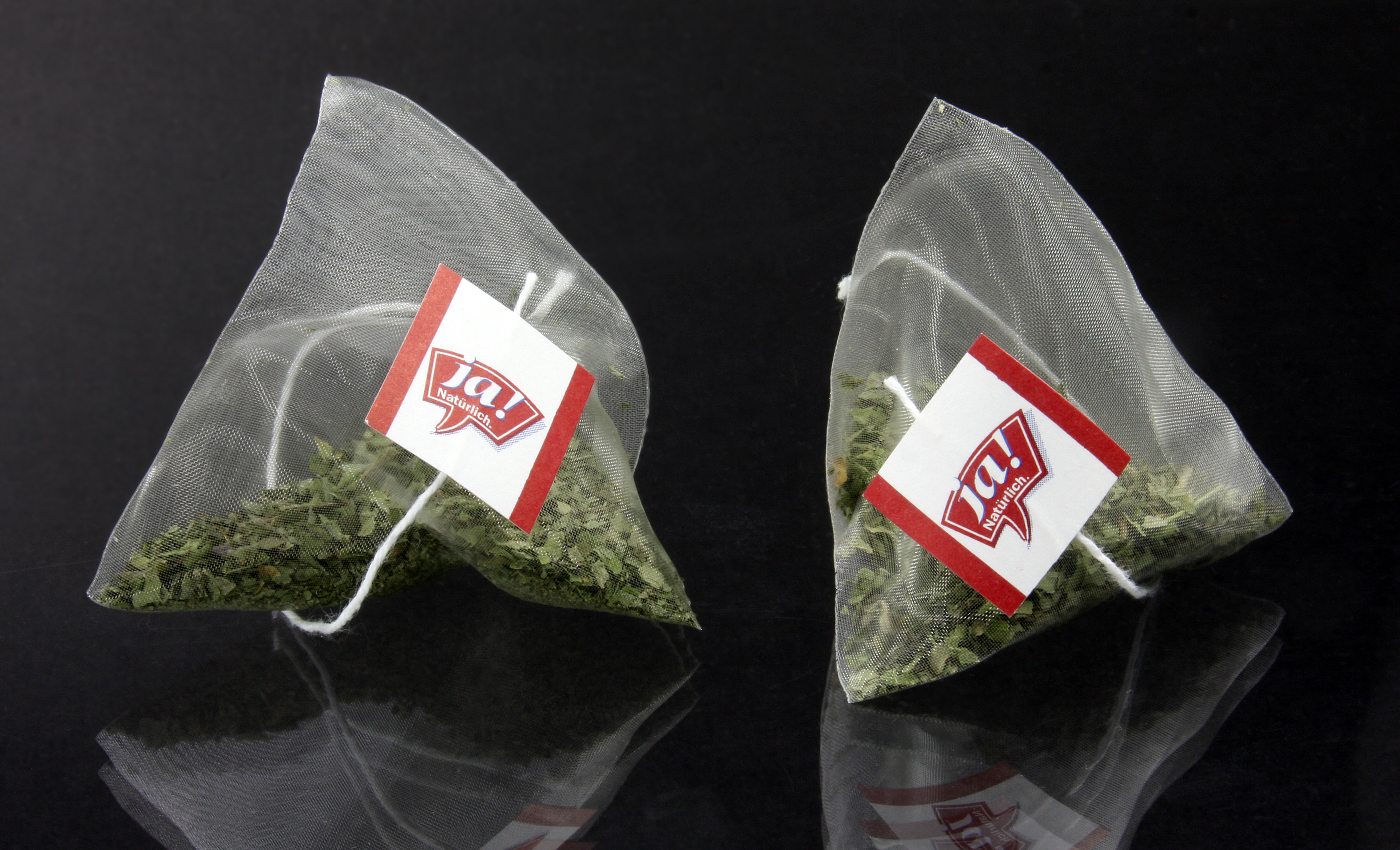
Čajové sáčky z PLA
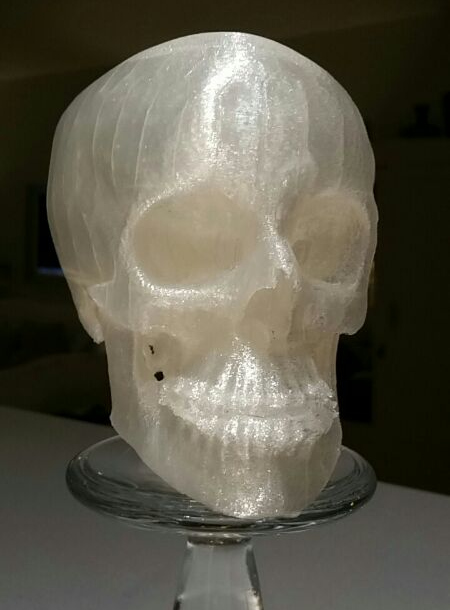
3D tištěná lidská kostra (na základě dat z výpočetní tomografie) z průhledného PLA

## Rozklad
PLA se nebiologicky rozkládá třemi mechanismy:
1. Hydrolýza: Dochází ke štěpení esterových skupin hlavního řetězce a tím ke snižování molekulové hmotnosti.
2. Tepelný rozklad: Tímto způsobem vzniká mnoho různých sloučenin, například lineární a cyklické oligomery s různými molekulovými hmotnostmi a laktid.
3. Fotodegradace: Rozklad působením ultrafialového záření; projevuje se při vystavení polylaktidu slunečnímu záření.

Rovnice hydrolýzy vypadá takto:
-COO− + H2O → -COOH + -OH−
Za pokojové teploty je rozklad pomalý. Ve studii z roku 2017 se ukázalo, že v mořské vodě o teplotě 25 °C PLA se za rok hmotnost PLA nezmenšila, ve studii ale nedošlo na zkoumání rozkladu polymerního řetězce ani absorpce vody.
Na skládkách a v domácích kompostech se tak kyselina polymléčná rozkládá pomalu, v teplejších průmyslových kompostech (často o teplotách nad 60 °C) ale rozklad probíhá rychleji.
Pěny z čistého PLA jsou selektivně hydrolyzovány za přítomnosti Dulbeccova minimálního nutného média (DMEM) a séra hovězího plodu (roztoku napodobujícího tělní tekutiny). Po 30 dnech v DMEM+FBS se hmotnost řetězce PLLA snížila o přibližně 20 %.
Vzorky polylaktidu o různých molekulových hmotnostech se za přítomnosti kovového komplexu rozkládaly na methyllaktát.
PLA může být rozkládán některými bakteriemi, jako jsou Amycolatopsis a Saccharothrix. PLA může rozkládat též přečištěná proteáza z Amycolatopsis sp., PLA depolymeráza. Rovněž enzymy, jako jsou pronáza a, nejúčinnější, proteináza K z Tritirachium album mohou štěpit PLA.

## Po skončení životnosti

PLA má SPI kód 7

Výrobky z kyseliny mléčné mívají čtyři různé možnosti osudu po skončení životnosti
1. Recyklování;[49] to může být chemické i mechanické. První zařízení na chemickou recyklaci PLA bylo spuštěno v Belgii.[50] Odpadový materiál může obsahovat řadu kontaminujících látek. Kyselina polymléčná může být rozložena na monomer tepelnou depolymerizací nebo hydrolýzou. Přečištěný monomer lze použít na výrobu nového PLA bez ztráty původních vlastností.[51] PLA může být transesterifikací přeměněn na methyllaktát.[47]
2. Kompostování: PLA je za podmínek průmyslového kompostování biologicky rozložitelný; rozklad začíná hydrolýzou, po které následuje mikrobiální rozklad. Při průmyslovém kompostování za teploty 58 °C lze polovinu PLA rozložit na vodu a oxid uhličitý za přibližně 60 dnů, po kterých je rozklad pomalejší,[52] přičemž jeho rychlost závisí na míře krystaličnosti materiálu.[53] Za jiných podmínek probíhá rozklad pomalu, podobně jako u nebiologických plastů, přičemž plné rozložení nemusí nastat ani za stovky nebo tisíce let.[54]
3. Spálení: PLA lze spálit, aniž by se uvolňovaly chlorované sloučeniny nebo těžké kovy, protože obsahuje pouze atomy uhlíku, kyslíku a vodíku. Díky nepřítomnosti chloru nevytváří dioxiny ani kyselinu chlorovodíkovou.[55]
4. Skládkování: Sládkování není vhodným způsobem likvidace PLA, protože se za běžných teplot rozkládá velmi pomalu.[54]